# The French Line
The French Line is een Amerikaanse muziekfilm uit 1953 onder regie van Lloyd Bacon.

## Verhaal
Als Mame Carson een groot oliebedrijf in Texas erft, gaat haar verloofde ervandoor, omdat hij zich bedreigd voelt door haar fortuin. Mame besluit om een scheepsreis te maken in de hoop een man te ontmoeten. Ze gaat incognito, zodat de mannen niets weten over haar rijkdom.

## Rolverdeling
| Acteur            | Personage        |
| ----------------- | ---------------- |
| Jane Russell      | Mame Carson      |
| Gilbert Roland    | Pierre DuQuesne  |
| Arthur Hunnicutt  | Mosby            |
| Mary McCarty      | Annie Farrell    |
| Joyce Mackenzie   | Myrtle Brown     |
| Rita Corday       | Celeste          |
| Scott Elliott     | Bill Harris      |
| Craig Stevens     | Phil Barton      |
| Kasey Rogers      | Katherine Hodges |
| Steven Geray      | François         |
| John Wengraf      | Renard           |
| Michael St. Angel | George Hodges    |
| Barbara Darrow    | Donna Adams      |
| Barbara Dobbins   | Kitty Lee        |